# 安东尼·希马诺夫斯基
安东尼·希马诺夫斯基（波蘭語：Antoni Szymanowski，1951年1月13日—），波兰男子足球运动员。他曾代表波兰参加1972年和1976年夏季奥林匹克运动会足球比赛，获得一枚金牌和一枚银牌。